# Rheocricotopus imperfectus
Rheocricotopus imperfectus är en tvåvingeart som beskrevs av Makarchenko 2005. Rheocricotopus imperfectus ingår i släktet Rheocricotopus och familjen fjädermyggor. Inga underarter finns listade i Catalogue of Life.